# Charency-Vezin
Charency-Vezin è un comune francese di 656 abitanti situato nel dipartimento della Meurthe e Mosella nella regione del Grand Est.
Il territorio comunale è attraversato dal fiume Chiers.

## Società

### Evoluzione demografica
Abitanti censiti